# Lauxania minor
Lauxania minor är en tvåvingeart som beskrevs av Martinek 1974. Lauxania minor ingår i släktet Lauxania och familjen lövflugor. Inga underarter finns listade i Catalogue of Life.